# Jigdo
Jigdo（ジグドゥ）は、Debian GNU/Linux向けに設計されたダウンロードユーティリティであり、複数ミラーからファイルをダウンロードしてディスクイメージを構築するのに使われる。なお、Jigdoという名称は、"Jigsaw"（ジグソーパズルの略）と "Download" から成るかばん語である。
Jigdoの典型的な利用法は、jigdo-fileユーティリティと共に使うことである。ディスクイメージを作成するため、まず比較的小さいファイルimagename.jigdoをダウンロードする。jigdo-fileユーティリティにそのファイル名を添えて呼び出し、インターネットから追加すべきファイル（imagename.templateと.jigdoファイルに書かれている一連の.deb ファイル）を取ってくる。そして、mkisofsユーティリティを使ってISOイメージを構築する。
Debianでは、Jigdoを使ってCDイメージのミラーサイトを多数用意しなくて済むようにしている。CDイメージのミラーサイトは650MBのファイルをいくつも格納しておくディスク領域と十分な帯域幅を必要とする（DVDイメージの場合、4.7GB）。その代わりに、Jigdoではapt-getでアクセスできるDebianの個々のパッケージのミラーサイトがあればよく、そこからディスクイメージを作成できる。
Fedora 9 Alpha以降、FedoraもJigdoをBitTorrentの代替ダウンロード手法として提供している。Fedora 8のCDフォーマットのJigdo版も作成された。
JigdoはGNU General Public Licenseでライセンスされている。